# إيغديو
إيغديو بريرا جونيور هو لاعب كرة قدم برازيلي، من مواليد 16 يونيو 1986، يلعب بمركز ظهير أيسر لنادي كوريتيبا.

## روابط خارجية
- إيغديو على موقع اتحاد أوكرانيا (الإنجليزية)
- إيغديو على موقع قاعدة بيانات كرة القدم.إي يو (الإنجليزية)
- إيغديو على موقع Soccerway.com (الإنجليزية)